# Star FM
Star FM (stiliserat STAR FM) är en radiostation i Sverige ägd av Viaplay Group Radio. Kanalen ersatte den 1 april 2008 Svenska favoriter som tidigare sänt på frekvensen. Kanalen sände musik från 1970-talet och framåt under parollen "De bästa låtarna från de största artisterna". Den 4 april 2011 ersattes stationen av pratradiostationen Radio 1. 2 maj 2016 återvände Star FM till FM-radion i Stockholm på frekvensen 107,1 och lanserades även i Göteborg på 104,8. Den 1 augusti 2018 utökade Star FM sitt sändningsområde genom att det nya radiotillståndet började gälla från 1 augusti 2018 till 31 juli 2026.. Kanalen sänder numera låtar från 1970-, 1980- och 1990-talen.

## Programledare på Star FM[2]
- Charlotte Lauterbach
- Jesse Wallin
- Hasse Eriksson
- Josefin Crafoord
- Gordon Eriksson
- Tess Merkel
- Rickard Olsson
- Ingemar Allén
- Peter Sandholt[3]